# موريتز روث
موريتز روث هو عالم أمراض سويسري، ولد في 25 ديسمبر 1839 في بازل في سويسرا، وتوفي في 4 نوفمبر 1914 في غوتليبن في سويسرا.